# Pokeware
Pokeware é um conjunto de protocolos de internet, utilizado em propagandas, e um client-server program desenvolvido pela Relevad Media Corp., que realiza negócios como a "Pokeware". A Pokeware possibilita aos espectadores de conteúdo de vídeo que busquem mais informações sobre objetos contidos nesse mesmo vídeo, exibindo resultados de busca em tempo real. Essa tecnologia também é aplicada em imagens estáticas.
A Pokeware foi lançada por David Falk, fundador e CEO da FAME, e Maryse Thomas, CEO e fundadora da Pokeware. De acordo com o site do projeto, ele é mantido pela Relevad Media Corp., uma companhia fundada por Falk e Thomas.

## Tecnologia
A interface da Pokeware possibilita ao usuário selecionar objetos numa transmissão de vídeo para descobrir mais informações sobre aquele mesmo objeto. A partir dessa tecnologia, é possível comprar exatamente o item que o espectador assistiu no vídeo, ou observou em uma imagem. Para os anunciantes, é oferecida a análise de dados em tempo real para a análise de performance, mantendo a privacidade do visitante.

## Parceiros
- Flingo
- GuestLogix Inc.
- Playin' TV
- Sofía Vergara
- Raúl De Molina